# Josep Lluís Trapero Álvarez
Josep Lluís Trapero Álvarez   (Badalona, 12 de desembre de 1965) és un mosso d'esquadra i professor universitari català. Des de 2017 al 2021 va ser el major dels Mossos d'Esquadra, la categoria jeràrquica més alta del cos. El 26 d'agost de 2024 fou nomenat Director General de la Policia.
Va ser comissari en cap entre 2013 i 2017, fins a l'abril de 2017 en què va ser nomenat major. El 28 d'octubre de 2017, el Govern d'Espanya, en virtut de l'article 155 de la Constitució espanyola va publicar, al Butlletí Oficial de l'Estat, el seu cessament en el càrrec de màxim comanament del cos policial, per una ordre del Ministeri de l'Interior. Després de ser encausat per un presumpte delicte de sedició, el 21 d'octubre de 2020 fou absolt de tots els càrrecs, i tres setmanes després, fou restituït oficialment al capdavant dels mossos pel conseller Miquel Sàmper.

## Biografia
Nascut a Badalona, tot i que ell va créixer al barri del Singuerlín a Santa Coloma de Gramenet, la seva família és originària de Valladolid, on el seu pare treballava de taxista. Format a l'Escola de Policia de Catalunya, on va ingressar l'any 1989, comença com a agent l'any 1990 i més endavant, l'any 2006, es llicencia en dret a la Universitat Oberta de Catalunya. També compta amb un postgrau en «Programa superior de direcció i Gestió de la Seguretat Pública». Entre les seves especialitzacions destaquen cursos en criminalitat informàtica, blanqueig de capitals i finançament del terrorisme. El 2012 va ampliar els seus coneixements a l'acadèmia de l'FBI, amb el curs Latin American Law Enforcement Executive Development Seminar (LALEEDS).

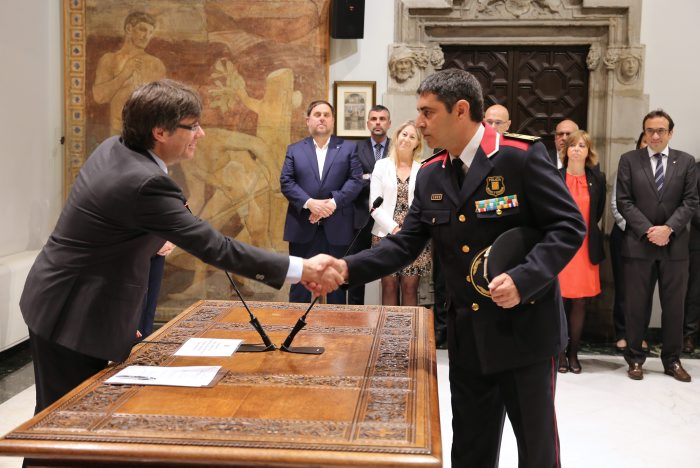
Presa de possessió de Trapero el 2017

Trapero va ser agent de l'Àrea Bàsica Policial de Girona i també de Vielha, on s'encarregava de l'Oficina de Denúncies. També va ocupar el càrrec de caporal d'escamot al Centre Penitenciari Quatre Camins. Més tard, a Blanes i Figueres, s'ocupà del Grup d'Investigació fins a especialitzar-se en aquesta matèria, que ha desenvolupat a la Regió Policial de Girona, a la Regió Metropolitana Nord, a la Comissaria General Territorial a Barcelona i a la Regió Policial Metropolitana (Barcelona). L'any 2008 va ser Cap de la Divisió d'Investigació Criminal, CGIC. Un any més tard, ocupà el càrrec de sotscap de la Comissaria General d'Investigació Criminal per passar a ser-ne el cap el gener del 2012, càrrec que va ocupar fins a ser nomenat comissari en cap.
El desmantellament en 2009 de la xarxa de policies nacionals corruptes entorn dels prostíbuls Riviera i Saratoga de Castelldefels, d'un grup de policies nacionals corruptes de Martorell, i d'un grup de guàrdies civils corruptes en el desmantellament d'una xarxa de tràfic de droga al Baix Llobregat i el Garraf en el cas Macedònia li va costar la persecució de la policia patriòtica, que el va investigar durant la Operació Catalunya.
En el seu currículum també destaca la coordinació del primer seminari de Crim Organitzat a l'Institut de Seguretat Pública de Catalunya (ISPC), el novembre del 2011 i professor tant a la UAB com a la UB.
El 5 d'abril de 2013 fou nomenat Comissari en cap dels Mossos d'Esquadra i quatre anys després ascendit a la categoria de Major, el de màxim responsable policial de la policia catalana, vacant des del 2007 quan es va jubilar el major Joan Unió.

### Atemptats de Catalunya de 2017
L'agost del 2017 va guanyar certa popularitat per la seva gestió dels atemptats a Catalunya d'aquell mes.
En el transcurs dels dies posteriors als atemptats, Trapero va participar en diverses rodes de premsa, en les quals hi havia mitjans d'arreu del món. Durant una d'aquestes sessions, un periodista va queixar-se que el major dels mossos respongués preguntes en català. Quan Trapero li contestà que responia en l'idioma en què li remetien la pregunta, aquest periodista va decidir abandonar la sala, moment en què el mosso d'esquadra va expressar «Bueno, pues molt bé, pues adiós». En poc temps aquesta frase es va popularitzar a les xarxes socials, inclosa la reproducció en samarretes i gorres.
Posteriorment, Trapero asseguraria que la informació publicada per El Periódico, segons la qual els Mossos d'Esquadra sabien que es preparava un atemptat a Catalunya gràcies a un avís de la CIA, era falsa, afegint que el cos de policia català tenia problemes per accedir a la informació internacional perquè no hi tenia competències.

### Referèndum de l'1 d'octubre
El 12 de setembre del 2017 va participar, conjuntament amb els comandaments de la Policia Nacional i la Guàrdia Civil, en la reunió convocada per la Fiscalia Superior de Catalunya per demanar-los que evitessin el referèndum de l'1 d'octubre de 2017.

### Judici a l'Audiència Nacional, cessament i absolució
El dia 4 d'octubre del mateix any fou citat com a imputat per Carmen Lamela, jutge de l'Audiència Nacional Espanyola, com a investigat per un presumpte delicte de sedició.
En una segona compareixença el 16 d'octubre del mateix any, la fiscalia va demanar presó incondicional per la inacció dels Mossos durant l'1 d'octubre. Arran d'aquests fets, la jutgessa li imposà la retirada del passaport i l'obligació de compareixences quinzenals com a mesures cautelars.
El 28 d'octubre de 2017 el BOE va publicar el seu cessament en aplicació de l'Article 155 de la Constitució espanyola, i el ministre de l'Interior de l'estat Juan Ignacio Zoido va nomenar com a substitut el comissari dels mossos Ferran López.
L'abril de 2018 la jutge Carmen Lamela va tancar la instrucció i va ordenar el processament de Josep Lluís Trapero, Pere Soler; el número dos de Joaquim Forn, Cèsar Puig, i la intendent Teresa Laplana per sedició. Lamela defensa que Trapero, Soler i Puig van formar part d'una organització criminal liderada per Puigdemont. El 27 de juny la Sala Penal de l'Audiència Nacional va confirmar el seu processament per dos delictes de sedició i un d'organització criminal.
En aixecar-se l'aplicació de l'article 155, el govern de Quim Torra va oferir a Trapero el càrrec de cap dels Mossos, i ell el va rebutjar per no perjudicar el cos policial en vista del procés penal.
El 3 de novembre de 2018 la Fiscalia General de l'Estat el va acusar de rebel·lió en el seu escrit del judici al procés independentista català, demanant-li 11 anys de presó i inhabilitació.
El 21 d'octubre l'Audiència Nacional va comunicar la seva sentència absolutòria pels delictes de sedició i de desobediència al major dels Mossos d'Esquadra, Josep Lluís Trapero, a la intendenta Teresa Laplana; a l'exdirector general de la Policia, Pere Soler; i a l'exsecretari general d'Interior, Cèsar Puig. Una setmana després, la Fiscalia va assegurar que no presentaria recurs contra l'absolució de Trapero perquè creu que no prosperaria.

### Restitució en el càrrec
Immediatament després de la seva absolució, el conseller d'Interior, Miquel Sàmper li oferí la restitució al capdavant dels Mossos d'Esquadra, càrrec que acceptà el 12 de novembre de 2020. El 20 de desembre de 2021 s'anuncià que el llavors conseller d'Interior, Joan Ignasi Elena, tenia previst destituir el major Trapero com a responsable de cos, al·legant com a motius la manca de confiança, que no tindria bona predisposició a aplicar un nou model policial com intenta la nova cúpula del Departament, i també el relleu generacional necessari al cos.

## Premis i reconeixements
Entre les condecoracions que li han estat atorgades destaquen la Medalla de Bronze al mèrit policial del Cos de Mossos d'Esquadra, en dues ocasions, la Creu al mèrit policial amb distintiu blanc del Cos Nacional de Policia, en tres ocasions, i la Creu de l'Orde del Mèrit de la Guàrdia Civil amb distintiu blanc, en dues ocasions.
- Medalla de la Seguretat Nacional, amb distintiu daurat, Principat d'Andorra (2022)[30]